# Tita Gutiérrez
Tita Gutiérrez (Buenos Aires, Argentina; 22 de octubre de 1924 - Idem; 12 de agosto de 2015) fue una actriz de cine, teatro y televisión argentina.

## Carrera
Tita Gutiérrez fue una destacada actriz de reparto que se lució en la pantalla grande argentina. Debutó a comienzos de los 50's con la película Los ojos llenos de amor, dirigido por Carlos Schlieper junto a Ángel Magaña y Malisa Zini. Se despide con el film Quiero llenarme de ti de la mano de Emilio Vieyra junto a Sandro.
También tuvo varias participaciones en varios programas cómicos de televisión como en Residencial "La Alegría", de Miguel Coronatto Paz, dirigido por Alberto Moneo  con Maurice Jouvet, Leonor Rinaldi, Gerardo Chiarella y Amalia Ambrosini. También trabajó en Operación Ja-Já, en un amplio elenco en el que se encontraban Marcos Zucker, Alberto Irízar, Juan Carlos Altavista y María Rosa Fugazot.
En teatro hizo la obra Juana de Arco, entre numerosos espectáculos revisteriles.
En el 2013 recibió un merecido homenaje por parte de la fundación SAGAI   en reconocimiento a la trayectoria audiovisual. Fue miembro activo de la Asociación Argentina de Actores desde 1949 y participó activamente en las actividades del centro de jubilados Osvaldo Miranda.
La Asociación Argentina de Actores, junto con el Senado de la Nación, le entregó el Premio Podestá a la Trayectoria Honorable en 1999.
La actriz Tita Gutiérrez murió debido a complicaciones naturales de su salud el 12 de agosto de 2015 a los 90 años. Sus restos descansan en el Panteón de Actores del cementerio de la Chacarita.

## Filmografía
- 1954: Los ojos llenos de amor.
- 1968: Villa Cariño está que arde.
- 1969: Quiero llenarme de ti.[3]

## Televisión
- 1963: Residencial "La Alegría".
- 1967: Operación Ja-Já.
- 1969: Domingos 69.
- 1969/1970: La baranda.
- 1969/1973: El botón.
- 1970: Domingo de fiesta.
- 1970: La foto
- 1974: Alta Comedia[4]

## Teatro
- El casado infiel (1960), estrenada en el Teatro Smart, junto con Pablo Palitos, Noemí Laserre, Fanny Brena, Alejandro Maximino, Sonia Ontiveros, Lucila Sosa, Norma Montana, Alfredo Distacio y Mónica Olivié.
- Juana de Arco.
- Todos en París con Gloria Guzmán, Héctor Calcagno, María Concepción César, Osvaldo Pacheco, Raquel Álvarez, Dario Vittori y Fabio Zerpa.